# Stadio Khaled Bichara
Lo stadio Khaled Bichara (in arabo ستاد خالد بشارة‎?), noto anche come stadio El Gouna, è uno stadio calcistico situato nel villaggio turistico di El Gouna, in Egitto.
Inaugurato nel 2009, conta 12.000 posti a sedere. È sede delle partite casalinghe dell'El-Gouna. Nel 2018 ha subito una ristrutturazione.